# Washburn Point
Washburn Point est un point de vue panoramique aménagé dans le parc national de Yosemite, en Californie, aux États-Unis.
Situé à 2 280 mètres d'altitude sur Glacier Point Road, soit la route menant à Glacier Point, il offre une vue similaire à cet autre point de vue, à ceci près que les chutes de Yosemite y sont invisibles, tandis que la vue de la chute Vernal et la chute Nevada y est meilleure.
Le site a été nommé en hommage aux frères Washburn, qui possédaient autrefois le premier Wawona Hotel et conduisaient alors leurs visiteurs jusqu'à ce point en diligence.